# Лепрозорій (роман)
«Лепрозóрій» — роман муженського циклу українського письменника Володимира Винниченка, написаний у 1938 році. Роман є романізованим втіленням етико-філософської концепції Винниченка (конкордизму), суть якої полягала у виробленні системи лікування та реорганізації сил сучасного людського організму, сил і фізичних, і психічних, системи, базованої на рівновазі та погодженні тих сил.

## Історія написання
Роман написаний у французькому містечку Мужен у 1938 році за рекордно короткий час — шість місяців. Певну роль у написанні відіграло наростання політичної боротьби у Франції, а також бажання реалізувати на практиці конкордистську програму. Ситуація ізольованості, відірваності від рідного краю була для письменника нестерпною. У своєму щоденнику Винниченко занотував: 
«Може, знайдеться серед великого вселюдського колективу інший національний колектив, який нашими цінностями зацікавиться, який знайде для себе якусь користь у моїй літературній роботі. Отже, треба, очевидно, готувати таку роботу для іншого людського колективу. Запропонувати її під іменем тієї нації і, коли ця робота дасть користь, робити її далі. Тому енергійніше й інтенсивніше треба братися до писання «Лепрозорію». Але автором його вже буде не Володимир Винниченко, а Ivonne Volvin». 
Прізвище Volvin утворене з двох перших складів імені та прізвища письменника у французькій транскрипції. Івонна Вольвен, а фактично Володимир Винниченко, водночас і авторка роману в романі, і головна героїня (у творчості письменника «жіноче» питання, поряд із «українським», завжди посідало чільне місце). Володимир Кирилович хотів подати переклад роману (на французьку «Лепрозорій» допомогла перекласти його дружина Розалія Яківна) на один із французьких літературних конкурсів, тому був переконаний, що варто, з огляду на зростання феміністичного руху у Франції, скористатися саме жіночим ім’ям.
В Україні вперше виданий видавництвом «Знання» у 2011 році

## Ідейно-тематичний зміст
У романі автор започаткував одну з провідних тем доби еміграції  — самоідентифікації, пошуку власної істини, морального вибору. Винниченко закликає до «повної» свободи, до відмови від забобонів, радить довіритись власному досвіду, природності почуттів. Це роман про сподівання, розчарування й самотність людини на чужині.
У  «Лепрозорії» Володимир Винниченко викладає свій погляд на те, чому так погано все на світі: порушення рівноваги між людиною і природою, зміна способу харчування привели до тяжкої хвороби дискордизму, тобто духовної прокази тілесних і соціальних організмів. «Людство хворе, безнадійно і всебічно хворе. Не тільки фізично, але й духовно. А коли так, то в ньому нема ні розуміння, ні сили лікуватися.» У романі в яскравій художній формі втілено ідею конкордизму як способу порятунку людства, зануреного у власний жах агресії, воєн, злиднів.

## Сюжет
«Лепрозорій» — це  детектив із палкими пристрастями на тлі політичного життя Франції. Сюжет роману будується за хронікальним принципом. Події викладаються чітко одна за одною, у прямій хронологічній послідовності. 
Сюжет твору такий. Тесля Едуард Вольвен, отримавши компенсацію за пошкоджену на паризькій фабриці руку, оселяється на півдні Франції поблизу Канн. Після смерті дружини він залишається з трьома дітьми: донькою Івонною та двома синами. Вся родина жила з сільського господарства, харчуючись лише сирою рослинною їжею, що сприяло гарному здоров’ю. Двадцятирічна Івонна вирушає до Парижа, сподіваючись заробити грошей та придбати невеличкий трактор. Дорогою вона випадково знайомиться з паризьким світилом медицини професором Матуром. 
Приїхавши до Парижа, дівчина оселяється у свого дядька П’єра, який мешкає разом із дружиною Вікторіною, донькою Жільбертою та пасинком Бернаром. Цікаво, що всі члени родини належать до різних політичних партій: дядько П’єр — соціаліст, Бернар — комуніст-сталініст, Жільберта — націоналістка, небіж Вікторіни Жак — фашист. 
Професор Матур доручає Івонні проведення загадкового анкетування з приводу розуміння людиною щастя, а після цього влаштовує медсестрою в палаці багатої пацієнтки — старої, хворобливої, вередливої та розпусної матері магнатів Пужеролів. Дівчина має викрити того, хто методично отруює мільйонерку. 
Відповідаючи останнім на анкету про щастя, професор розгортає перед дівчиною власну теорію геологічної катастрофи та її трагічних наслідків для людства. Ця розповідь посідає у структурі твору місце своєрідного «есе в романі», формуючи його метатекстуальний простір. Професор Матур не зважився на практичне втілення власної теорії, стверджуючи, що хвороба зайшла надто далеко й оздоровити людей уже неможливо, тому найдоцільніше скористатися всіма вигодами лепрозорію. Проте Івонна переросла свого вчителя, довівши його теорію до логічного завершення: вона запропонувала вихід із лепрозорію.
Матур робить невдалі спроби звабити Івонну, а також вимагає від неї інформацію про отруєння пані Пужероль її сином Емілем. Насправді ж це робить інший її син Мартін разом із Матуром. Конфлікт загострюється. Дівчину грабують, виганяють із палацу. Повернувшись додому, вона пише роман, у якому викладає принципи конкордизму.
З розвитком сюжету Винниченко демонструє різні ґатунки прокажелень: палац Пужеролів, «руська лазня» розпусти — мініатюрні моделі прокажельні верхніх, родина дядька П'єра і їхнє оточення — нижніх.

## Персонажі
Система образів у романі відцентрова: у центрі образ Івонни, а всі інші персонажі пов'язані з нею окремими сюжетними лініями.

### Івонна Вольвен
Гарна від природи душею і тілом, фізично сильна, працьовита дівчина, має феноменальну «пам’ять первісної людини», особливе інтелектуальне обдарування. Їй властиві природна дитинність світосприйняття, допитливість мислення, глибокий внутрішній світ і широта поглядів на все на світі.
Прихильниця системи здорового харчування.
«Перша заповідь: ніде, ніколи, ні за яких обставин, ні в якому вигляді не їж м'яса жодної тварини. Друга заповідь: ніде, ніколи, ні за яких обставин не їж ніякої зеленини, ніякого фрукту, ніякого зерна чи гороху не в сирому вигляді. (Себто, значить: нічого вареного, печеного, смаженого і так далі.) Третя заповідь: ніде, ніколи, ні за яких обставин не вживай жодних наркотиків (себто тютюну, вина, лікерів, одно слово, алкоголю, а також кави, чаю, нічого-нічого)».
Івонна харчувалася лише рослинною їжею, відповідно, й помисли її були чистими. Вона втілює здорову людину далекого минулого і символізує  людину майбутнього. Дівчина пропонує свою утопічну модель світу - модель політичного, правового і морального життя суспільства, прагне створити конкордистські комуни та написати план боротьби з дисконкордизмом.
«Коли ти хочеш бути здоровим, веселим, сильним, радісним, то насамперед будь погоджений з природою, не завойовуй її, а живи в погодженні з її законами, будь у найбільшому порозумінні з товаришами, тваринами, рослинами, будь якомога більше на сонці, на повітрі, в русі, в роботі. Ну, хоч гімнастику роби, коли фізично працювати не можеш. А головне - харчуйся так, як повинна харчуватися людина за законами своєї природи.»

### Професор Жозеф Матур
Паризьке світило медицини. Має власну теорію геологічної катастрофи та її трагічних наслідків для людства. 
«Причина безпричинної радості, моя дорога панно, це рівновага і погодження сил... Де б не було, у чому б не було: чи то в людині, чи то в тварині, чи в рослині. Це всесвітній, універсальний, імперативний закон, закон усього сущого не тільки на землі, але й у всьому Всесвіті».
Порушення рівноваги між людиною та природою, а також неправильне харчування, призвели, на думку професора, до тяжкої хвороби — дискордизму, тобто духовної прокази людини і всього суспільства. Відтак людина втратила щастя, а Земля перетворилася на планетарний лепрозорій, де хворі поділяються на горішніх — багатіїв та нижніх — злидарів.

### Пужеролі
Прокажельня палацу Пужеролів — це постійна каторжна втеча від самих себе, від порожнечі й часу. Заповнюють люди цю порожнечу не важливо чим — їжею, танцями, алкоголем, кокаїном, коханням, сварками. Головне — не лишатися наодинці.